# 1980年夏季奧林匹克運動會安道爾代表團
1980年夏季奧林匹克運動會安道爾代表團參加1980年7月19日至8月3日在俄羅斯莫斯科舉行的1980年夏季奧林匹克運動會，安道爾今次是第二次參加夏季奧林匹克運動會，派出兩名運動員參加射擊比賽。安道爾因前蘇聯入侵阿富汗而抵制莫斯科奧運會，只允許運動員以個人名義參賽，在運動會期間不使用安道爾國旗和國歌，而以國際奧委會會旗和會歌代替。

## 射擊
| 运动员                 | 项目         | 決賽 | 決賽 |
| 运动员                 | 项目         | 分數 | 排名 |
| ---------------------- | ------------ | ---- | ---- |
| 弗朗西斯·加塞特·弗里斯 | 混合多向飛碟 | 184  | 24   |
| 瓊·托馬斯·羅卡         | 混合多向飛碟 | 181  | 26T  |

## 外部鏈接
- Official Olympic Reports
- sports-reference